# Seated Lincoln
La Seated Lincoln è una scultura commemorativa di Gutzon Borglum, situata accanto all'Essex County Courthouse a Newark, nella Contea di Essex (New Jersey), negli Stati Uniti d'America. La statua in bronzo del 16° Presidente degli Stati Uniti d'America Abraham Lincoln che lo raffigura seduto all'estremità di una panchina fu dedicata ufficialmente dalla presidenza di Theodore Roosevelt in occasione del Memorial Day del 1911.
Il lavoro fu finanziato grazie ad un lascito di 25000 $ dall'uomo d'affari Amos Hoagland Van Horn, il quale finanziò anche il monumento Wars of America dello stesso autore Borglum ed anch'esso situato a Newark. È stato aggiunto al National Register of Historic Places a partire dal 30 marzo del 1995.